# Lesnewth
Lesnewth (v kornštině: Lysnowyth) je obec s 60 obyvateli v Cornwallu ve Velké Británii. Leží asi 10 kilometrů na východ od Tintagel Head a asi tři kilometry na východ od Boscastlu.
Na severu vesnice sousedí s St. Juliot, na východě s St. Juliot a Davidstow, na jihu také s Davidstow, a na západě s Minsterem. Je to malá a řídce osídlená obec v zemědělské oblasti. Je zde pouze několik málo domů a farem, a také kostel. Lesnewthský statek je zmíněný v Domesday Book z roku 1086 jako Lisniwen. Lesnewth byl také název jednoho z deseti starých administrativních okresů v Cornwallu – viz Lesnewth (hundred).
Lesnewth leží v chráněném území AONB (Cornwall Area of Outstanding Natural Beauty). Toto chráněné území se rozprostírá po téměř třetině území Cornwallu a má stejný status a stupeň ochrany jako národní park.

## Etymologie
Název má původ v kornštině a znamená „Nový dvůr“ (tedy majetek náčelníka). „Starý dvůr“ byl v Helstonu nedaleko Camelfordu.